# Șaua Moinești
Șaua Moinești (găsită și sub numele de Pasul Moinești) este o șa situată între Munții Tarcău și Munții Berzunți, în zona orașului Moinești. Este străbătută de DN2G și are rol de trecătoare între depresiunea Tazlăului și depresiunea Comănești. Altitudinea ei este de 470-480 m în zona centrală a orașului, din șa. Aici ajunge și calea ferată Moinești–Comănești, destinată actual doar transportului de marfă.

## Date geografice
Orașul Moinești este așezat în chiar în șa, aceasta legând dealurile  Osoiu (avanpost sud-estic al Munților Tarcău cu o altitudine de 659 m, situat la nord-vest) și Măgura (cu o altitudine de 694 m și situat la sud-vest, la capătul nordic al Munților Berzunți). Este perfect vizibilă de pe drumul care vine dinspre Bacău.
Se află în contact:
- cu zona Tazlăului Sărat, acolo unde acesta se lărgește brusc la ieșirea din munte și include localitățile Lucăcești, Albotești și Găzărie
- la sud cu bazinul pârâului Lunca, afluent al Urmenișului, bazin cu rol de prelungire spre nord-est a depresiunii Comănești
- la poalele Munților Berzunți cu zona Micleasca
- cu zona de sud-est a Munților Goșmanu.

Șaua este largă și constituie zona centrală a orașului, fiind cu circa 50 de m mai sus atât față de zona de la Găzărie, care aparține șesului Tazlăului Sărat, cât și față de valea pârâului Lunca, situată în prelungirea depresiunea Comănești. De aici izvorăște pârâul Gâzu, afluent al Tazlăului, care formează o zonă verde între zona centrală și centura ocolitoare a orașului.
Trecătoarea se găsește în raport funcțional de vecinătate, cu următoarele pasuri:
- Șaua Borlești – spre nord-nord-est[2]
- Ghimeș-Palanca – spre vest-nord-vest[2]
- Uz – spre sud-vest[2]
- Oituz – spre sud-sud-vest[15]

## Elemente de geologie
Atât curmătura cât și dealul Osoiu sunt forme de relief sculpturale formate datorită eroziunii, în special a celei exercitate de către apele curgătoare în depozitele sarmato-pliocene. Spre diferență de acestea, Măgura reprezintă un petic de împingere, care a fost adus de Pânza de Tazlău din flișul marginal al Carpaților Orientali.
În structura șeii se găsesc argile marnoase helvețiene cutate, peste care se află depozite lacustre de apă dulce, deasupra cărora se regăsesc conglomerate și nisipuri. Ultimele reprezintă baza conglomeratelor și nisipurilor dealului Osoiu, fiind atribuite sarmațianului și făcând o masă comună cu sarmațianul din bazinul Comănești. Pietrișurile șeii exprimă caracteristicile modelării marine, deoarece zona reprezintă în fapt, un vechi culoar de legătură între golful care s-a format datorită prăbușirii parțiale a flișului și Marea Sarmatică, situată la est (respectiv un braț marin, care în pliocen realiza legătura dintre zona depresiunii Comănești și cea a depresiunii Tazlău). Conform lui C. Brânduș, traseul actual exista astfel încă de la ridicarea deasupra mării a spațiului subcarpatic, șaua  propriuzisă fiind astăzi un rezultat al adâncirii a două pâraie locale. Acest proces a fost completat de o retragere intensă a versanților.

## Obiective turistice apropiate
| - Monumentul Comemorativ „Dada” - Parcul „Băi”, cu izvoare de ape minerale - Pădurea de pini de la Moinești - Dealul Osoiu - Lacul Tarnița (Munții Berzunți), aflat la poalele vârfului Tarnița | - Grădina Botanică și Muzeul de la Prăjești - Biserica de lemn din Șesuri - Gara Comănești - Palatul Ghika-Comănești și Muzeul de Etnografie și Artă Contemporană „Dimitrie N. Ghika Comănești” - Cascada Șupanu de lângă Comănești |  |

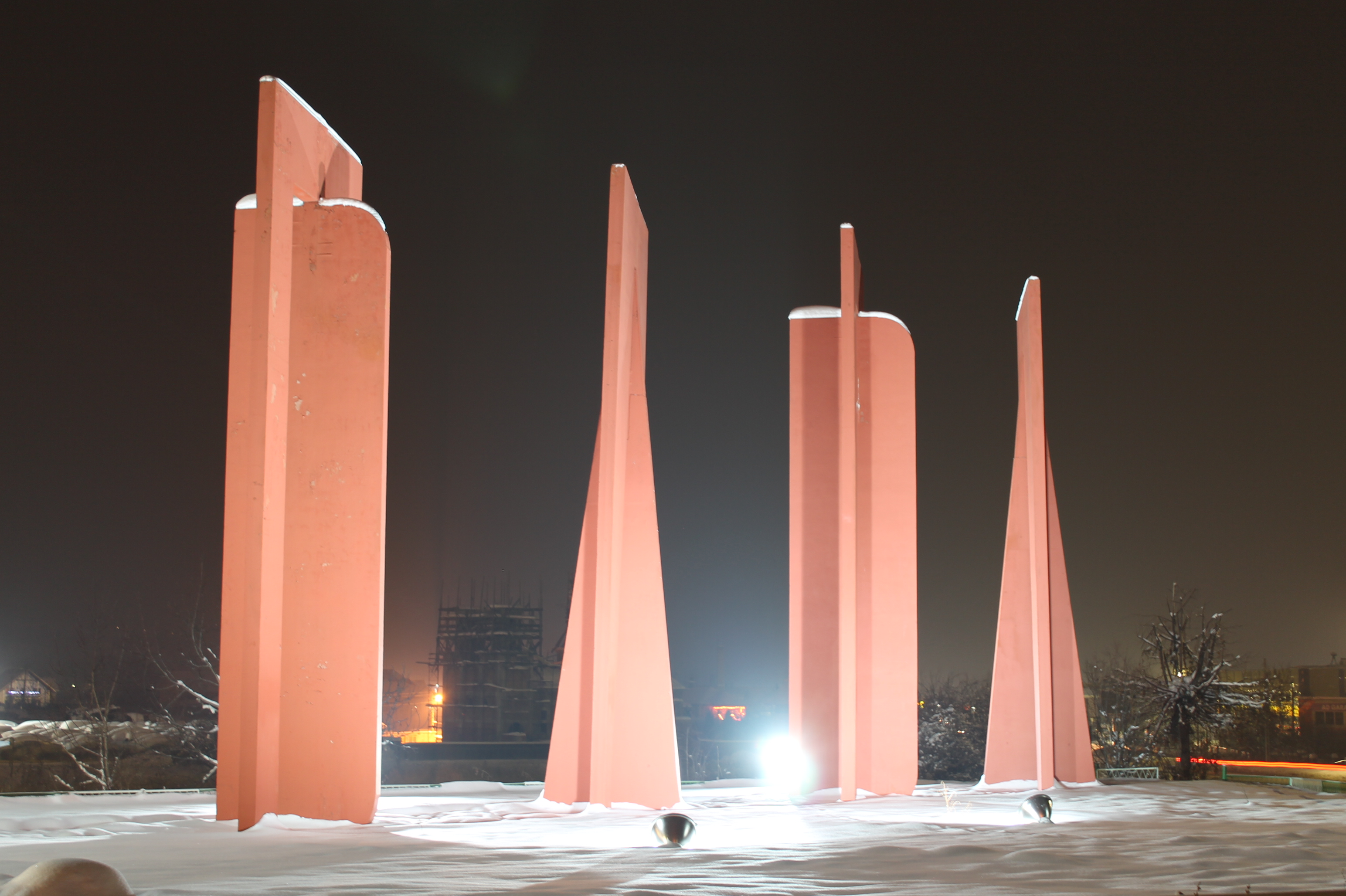
Monumentul Comemorativ „Dada”